# Gil-dong
Gil-dong là một dong, phường của Gangdong-gu ở Seoul, Hàn Quốc.

## Lịch sử
Gil-dong có tọa độ địa lý cách xa Sông Han, dân bản địa theo thuyết phong thủy tin rằng nơi đây thuận tiện và an toàn để tránh các cơn bão và lũ. Năm 1995, Tàu điện ngầm vùng thủ đô Seoul tuyến 5 đã đi qua đây và dừng lại ở Ga Gil-dong.

## Thông tin khu vực
Mã bưu chính của nơi này hiện là 134-010. 134 là cho Gangdong-gu và 010 cho Gil-dong.